# Forada
Forada – miasto w Stanach Zjednoczonych, w stanie Minnesota, w hrabstwie Douglas.